# Amour Patrick Tignyemb
Amour Patrick Tignyemb (14 giugno 1985) è un calciatore camerunese, portiere del Bloemfontein Celtic e della Nazionale camerunese.

## Palmarès

### Club

#### Competizioni nazionali
- Campionato camerunese: 4

Cotonsport Garoua: 2005, 2006, 2007, 2008
- Coppa del Camerun: 2

Cotonsport Garoua: 2007, 2008